# Сопины
Сопины — деревня в Боровичском муниципальном районе Новгородской области, входит в Кончанско-Суворовское сельское поселение.
Деревня расположена на Валдайской возвышенности, на восточном берегу Сопинского озера, в четырёх километрах к северо-востоку от административного центра сельского поселения — села Кончанское-Суворовское.
| 2010 |
| ---- |
| 29   |

## История и достопримечательности
В документах XVI века сообщается что здесь, у озера Сопинец был Богородицкий погост и небольшой Никольский монастырь. В монастыре был только один храм с престолом во имя Святого Николая чудотворца и несколько служебных построек. В XVIII веке Никольский монастырь упразднили, а на месте алтаря разобранного монастырского храма была построена часовня.
В Новгородской губернии Сопины относились к Кончанской волости Боровичского уезда.
В 1895 году по случаю коронации императора Николая II, местные купцы, братья Филатовы, вместо старой часовни выстроили бо́льшую, во имя преподобных Соловецких чудотворцев Зосимы и Савватия. В советское время это здание использовалось в качестве морга Сопинской больницы.
На месте Богородицкого погоста были две деревянные церкви: Рождества Пресвятой Богородицы и во имя святого Николая. В XVIII веке обе церкви были перестроены, один из храмов — Богородице-Рождественский сохранился, но в 1935 году храм был закрыт, а здание церкви много лет использовали под спортивный зал Сопинской школы. Строительство второго храма вместо деревянного было начато А. В. Суворовым, выстроенный храм освятили уже после смерти Александра Васильевича, в 1800 году, в честь Святой Живоначальной Троицы, но в 1935 году и это храм был закрыт.

## Транспорт
Деревня расположена с северо-западной стороны автомобильной дороги из Боровичей в Хвойную, через Кончанское-Суворовское.